# Pölchow
Pölchow é um município da Alemanha, situado no distrito de Rostock, no estado de Mecklemburgo-Pomerânia Ocidental. Tem 12,74 km² de área, e sua população em 2019 foi estimada em 941 habitantes.